# جعروراوات
الجعروراوات (الاسم العلمي: Gerrhosaurinae) هي أسرة من الزواحف تتبع الفصيلة الجعروريات من رتبة متصلبات اللسان.

## أجناس الجعروراوات
- الجعرور